# Marxa Verda
La Marxa Verda va ser una manifestació estratègica de masses iniciada el 6 de novembre de 1975, coordinada pel govern del Marroc i que va comptar amb l'aquiescència dels Estats Units, per obligar Espanya a lliurar la disputada província semimetropolitana autònoma de Sàhara Espanyol. La manifestació d'uns 350.000 marroquins va avançar diversos quilòmetres cap al territori de l'actual Sàhara Occidental. Més tard, el Marroc va aconseguir el control de la major part del territori, que continua mantenint. L'altra part es troba sota el control del Front Polisario.
La Marxa Verda va ser condemnada per la comunitat internacional, sobretot per la Resolució 380 del Consell de Seguretat de les Nacions Unides, ja que es va considerar un intent de saltar-se el referèndum pactat sobre el Sàhara Occidental i establert per la Cort Internacional de Justícia, que s'havia publicat tres setmanes abans.

## Precedents
El 1970, l'Organització de les Nacions Unides aprova la Resolució 2711, que aprova la celebració al Sàhara d'un referèndum d'autodeterminació. Després de negar-se a celebrar-ho, Espanya va accedir el 1974 a celebrar-lo, moguda per la pressió al territori —el 1973 es va fundar el Front Polisario, que lluitava per la independència de la colònia— i l'animadversió internacional. El Govern espanyol va anunciar que el referèndum tindria lloc el 1975.
La dictadura franquista va posar en marxa la preparació del referèndum, però els atacs diplomàtics marroquins i la guerrilla amb el Polisario van complicar el procés, juntament amb la dificultat de realitzar el cens a causa del gran nombre de població nòmada al territori. Marroc s'oposava frontalment a la consulta, i va demanar al Tribunal Internacional de Justícia que es pronunciés sobre si el Sàhara era res nullius. L'ONU va demanar a Espanya que paralitzés el procés fins que la Cort es pronunciés, i Hassan II, rei del Marroc, va incloure al litigi el gener de 1975 també a Ceuta i Melilla.
Hassan II, segons diversos autors, veia el seu tron amenaçat per una perllongada crisi interna, que fins i tot va portar a l'exèrcit a protagonitzar dos cops d'Estat el 1971 i 1972. D'aquesta manera, la marxa verda, que va ser anunciada el 28 d'abril de 1975, atès que el monarca marroqui tenia el suport dels Estats Units, serviria per desviar l'atenció interna. A la situació es va unir el fet que Espanya estava disposada, des dels primers moments del conflicte, a abandonar el territori i les seves obligacions de potència administradora.
Davant l'escalada de tensió a la regió, el Consell de Seguretat de les Nacions Unides va aprovar per consens el 22 d'octubre la Resolució 377, en què «fa una crida a les parts implicades i interessades perquè donin mostres de caució i moderació i permetin que la missió del secretari general es realitzi en condicions satisfactòries». El 2 de novembre va aprovar també la Resolució 379, en què «havent pres nota amb preocupació que continua sent greu la situació a la regió», exhorta les parts a «evitar qualsevol acció unilateral o d'una altra índole que pugui intensificar més la tibantor a la regió» i demana al secretari general de les Nacions Unides que continuï el seu mandat.

## Desenvolupament

### Crida i condemna de l'ONU
En aquest context, Hassan II va instar el poble marroquí a realitzar una marxa «pacífica» de participants majors de 18 anys i desarmats, per recuperar els territoris del Sàhara ocupats per Espanya. A les columnes de civils que marxaven cap al sud via Tarfaya es van unir també 25.000 soldats de les Forces Armades Reials, que es dirigien a la llavors província espanyola per l'est.

### Invasió
El 5 de novembre, Hasan II va anunciar que l'endemà els civils travessarien la frontera. Les forces espanyoles, seguint ordres del Govern, es van replegar a uns quilòmetres de la frontera, van minar la zona i es van col·locar immediatament darrere. A les 10.33 hores del dia 6, els primers voluntaris de la marxa van tallar el filat i van depassar la línia de demarcació. Es van endinsar en territori espanyol proper al lloc abandonat de Tah. Al vespre, uns 50.000 civils es trobaven acampats en territori espanyol.
De manera immediata el Consell de Seguretat es va tornar a pronunciar aprovant una altra resolució, la 380, en la qual «deplora la realització de la marxa» i «insta el Marroc a retirar immediatament del territori del Sàhara Occidental tots els participants en la marxa», així com tornar a fer una crida al diàleg. No obstant això, i en el marc de la Guerra Freda, Estats Units i França van donar el seu beneplàcit a l'annexió marroquina del territori, ja que Algèria i el Front Polisario eren propers a la Unió Soviètica.

El dia 9, després de la visita del ministre de la Presidència espanyol Antonio Carro a Agadir per negociar amb el monarca alauí, el rei dona l'ordre de replegament i els civils abandonen la província espanyola.

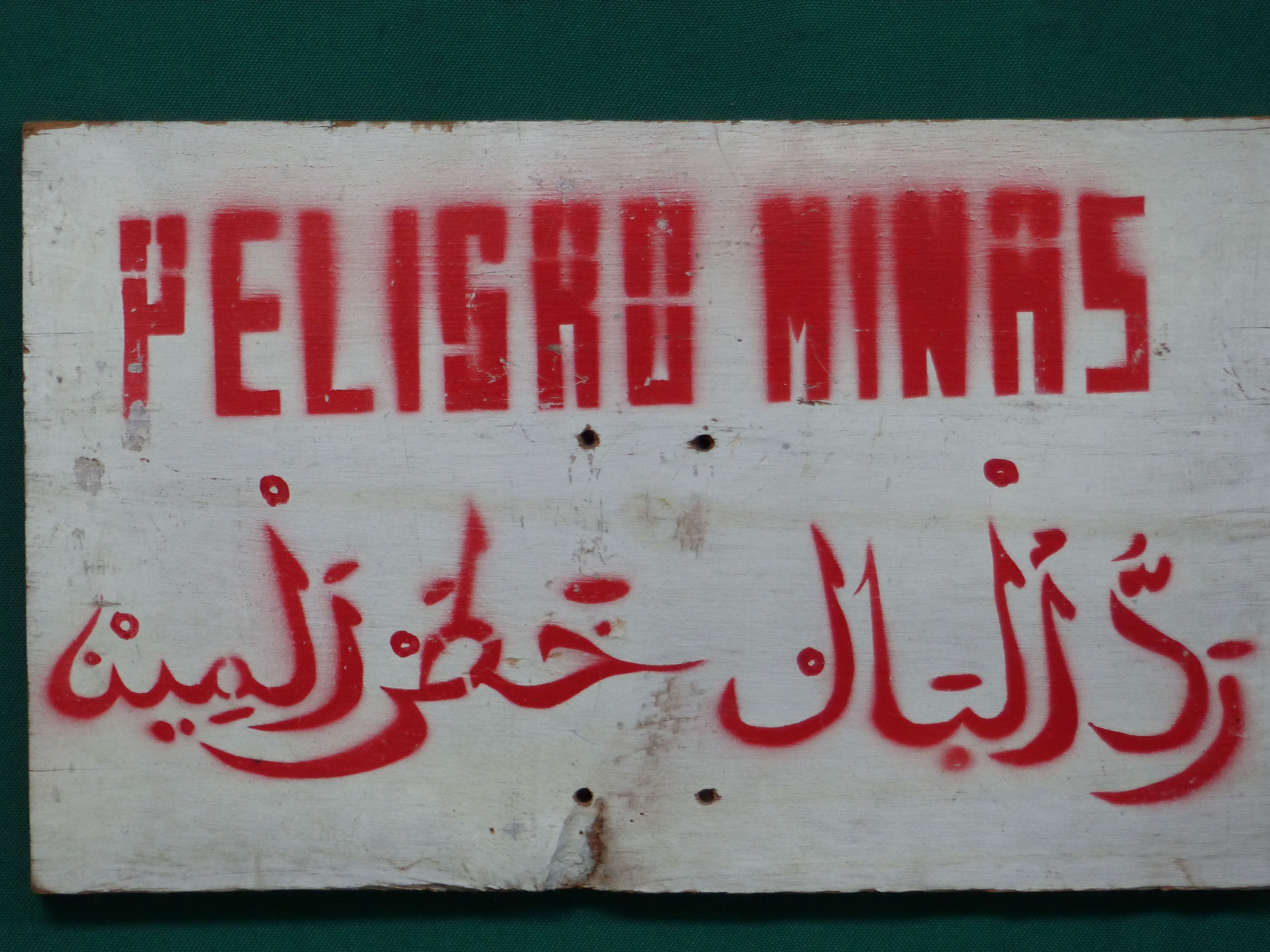
Cartell d'advertiment de mines en el Sàhara Occidental

### Acord Tripartit i abandó espanyol del territori

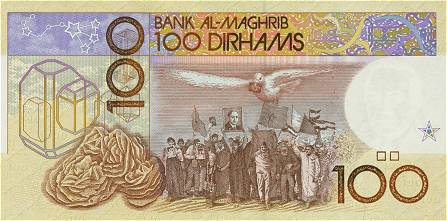
Bitllet de 100 dirhams marroquins commemorant la marxa verda.

Una setmana després, amb Juan Carlos de Borbó com a cap d'Estat en funcions —Franco ja agonitzava a Madrid—, Espanya, el Marroc i Mauritània van signar l'Acord Tripartit de Madrid, en el qual Espanya va reiterar la seua intenció de descolonitzar el Sàhara «posant terme a les responsabilitats i poders que té sobre aquest territori com potencia administradora» i va instituir una administració temporal «en la qual participaran el Marroc i Mauritània, en col·laboració amb la Yemaà», l'assemblea de notables tribal, establint que aquella seria l'expressió de l'opinió del poble sahrauí. Finalment, es va establir que Espanya posaria fi a la presència al territori abans del 28 de febrer de 1976.
El 10 de desembre, l'Assemblea General de les Nacions Unides va aprovar —Espanya, el Marroc i Mauritània van votar a favor— la Resolució 3458 B, en la qual es reafirmava «el dret inalienable de totes les poblacions saharianes originàries del territori a la lliure determinació» i es demanava a les parts «una consulta lliure organitzada amb el concurs d'un representant de les Nacions Unides designat pel secretari general».
El 26 de febrer de 1976, el representant permanent d'Espanya davant les Nacions Unides comunicava que el Govern espanyol donava per acabada definitivament la seua presència al territori, ja que cessava «la participació en l'Administració temporal que es va establir per al mateix (sic)», però matisant que «la descolonització culminarà quan l'opinió de la població sahrauí s'haja expressat vàlidament».
Un dia després, el Marroc va transmetre al secretari general de les Nacions Unides que «la Djema'a del Sàhara, reunida en sessió especial el 26 de febrer de 1976 a Aaiun, ha aprovat per unanimitat la reincorporació del territori del Sàhara al Marroc i Mauritània, de conformitat amb les realitats històriques i amb vincles que s'han unit sempre a la població sahariana amb aquests dos països». La decisió seria contrària al dictamen del 16 d'octubre de 1975, del Tribunal Internacional de Justícia.
Amb la retirada de les forces espanyoles, i basant-se en la decisió de la Yemaà, el Marroc va ocupar la zona septentrional i oriental del territori i Mauritània, la meridional. El Front Polisario va anunciar que continuaria amb la guerra de guerrilles i va proclamar la nit del 28 al 29 de febrer la República Àrab Sahrauí Democràtica.

## Conseqüències
Actualment la situació continua sense resoldre's. La Missió de Nacions Unides per al Referèndum en el Sàhara Occidental queda activa, però el Marroc la rebutja, argumentant que no li correspon supervisar la situació dels drets humans al Sàhara. Per al dret internacional, Espanya sempre és la potència administradora del Sàhara Occidental —l'Acord Tripartit de Madrid no és vàlid, ja que segons l'ONU «no va transferir la sobirania sobre el Territori ni va conferir a cap dels signataris la condició de Potència administradora, condició que Espanya, per si sola, no podia haver transferit unilateralment»— i el Marroc ocupa el territori.